# Росоховата
Росоховата (кол. Розсоховата) — село в Україні, в Дашівській селищній громаді Гайсинського району Вінницької області. Розташоване на правому березі річки Розсохувата (притока Сороки) за 36 км на південний схід від міста Іллінці. Населення становить 441 особа (станом на 1 січня 2018 р.).

## Історія
7 (20) листопада 1917 року, відповідно до Третього Універсалу Української Центральної Ради, увійшло до складу Української Народної Республіки.
З 1965 по 1993 р. називалось Розсоховата.
12 червня 2020 року, відповідно розпорядження Кабінету Міністрів України № 707-р «Про визначення адміністративних центрів та затвердження територій територіальних громад Вінницької області», село увійшло до складу Дашівської міської громади.
19 липня 2020 року, в результаті адміністративно-територіальної реформи і ліквідації Іллінецького району, село увійшло до складу Гайсинського району.

## Населення

### Мова
Розподіл населення за рідною мовою за даними перепису 2001 року:
| Мова       | Кількість | Відсоток |
| ---------- | --------- | -------- |
| українська | 571       | 99.65%   |
| російська  | 2         | 0.35%    |
| Усього     | 573       | 100%     |

## Пам'ятки
- Ландшафтний заказник місцевого значення Гадаї

## Видатні люди
- Гринник Олена Іванівна (н. 1943, Росоховата) — поетеса і громадсько-культурницька діячка.
- Туркевич Василь Дмитрович (1949—2021) — письменник, мистецтвознавець, лібретист.

## Галерея

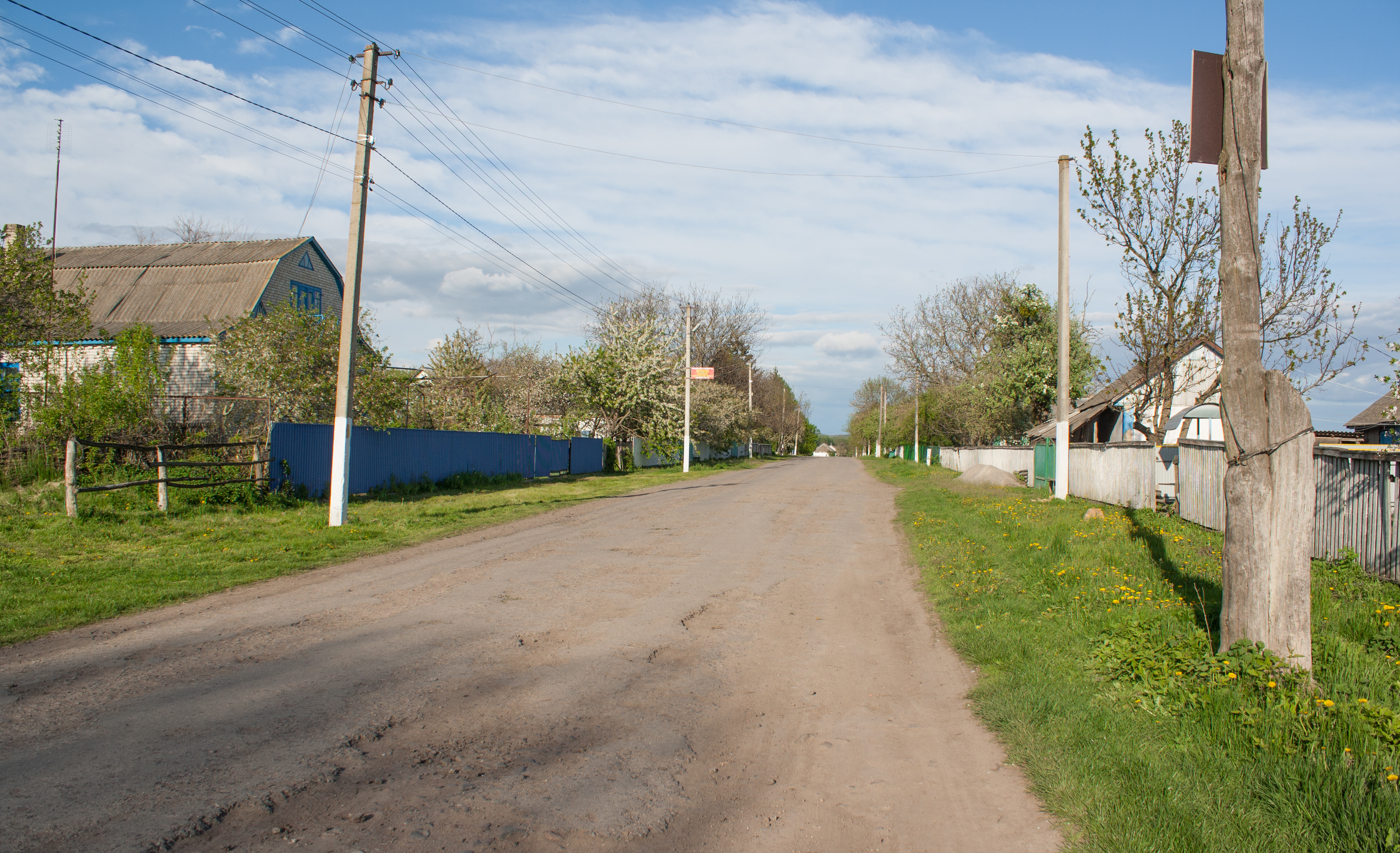
Вулиця Центральна
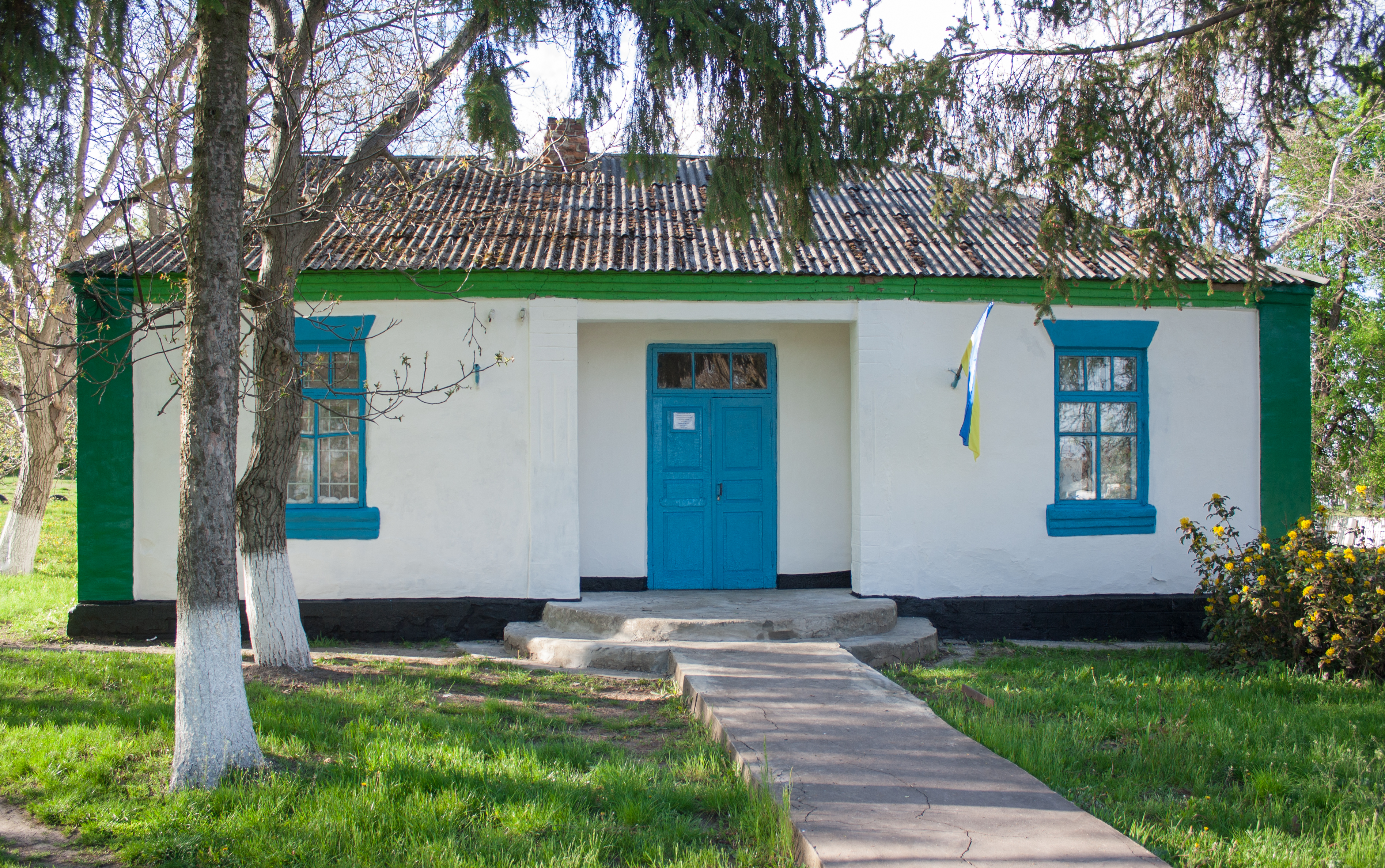
Сільська рада
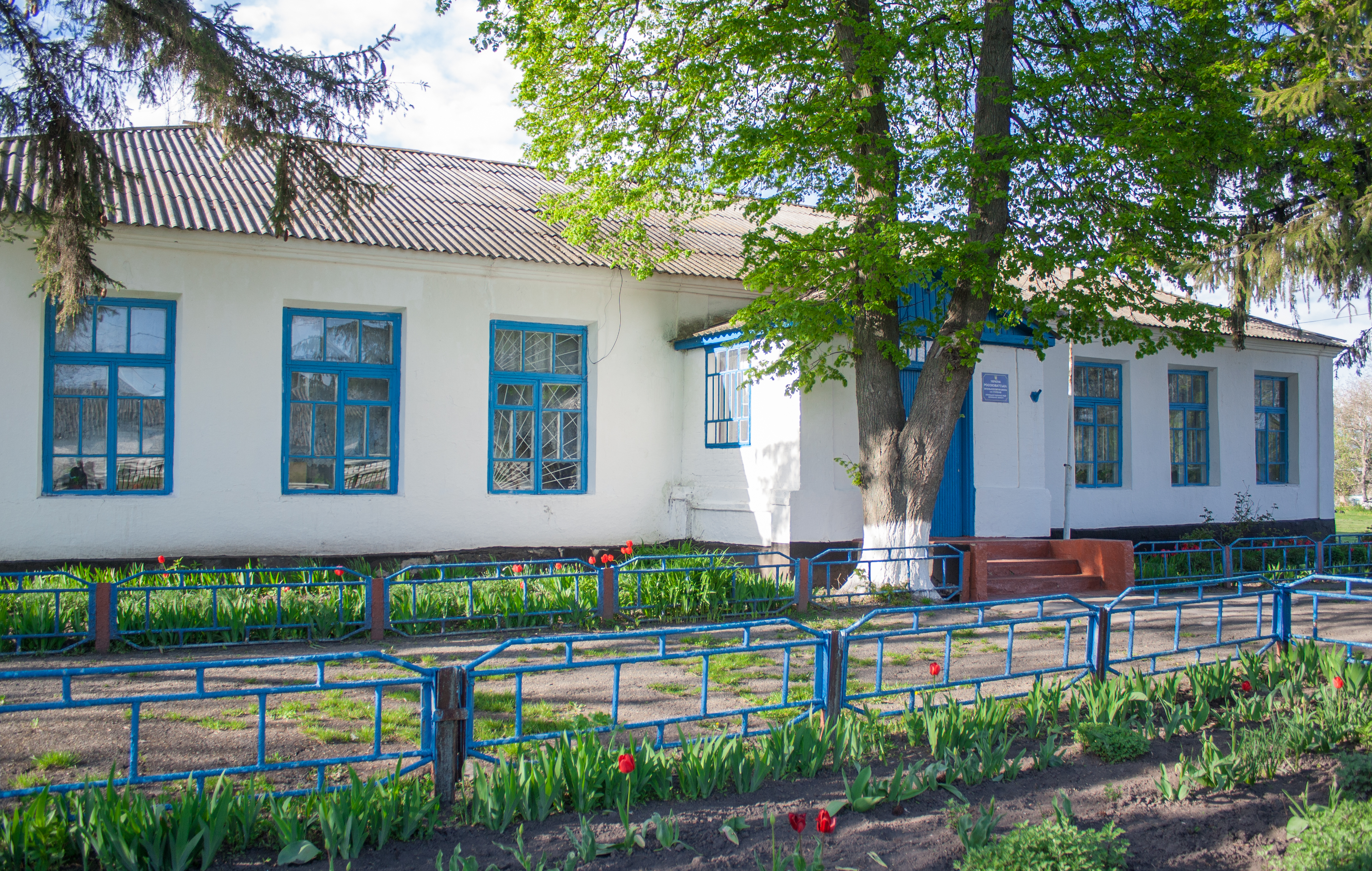
Школа
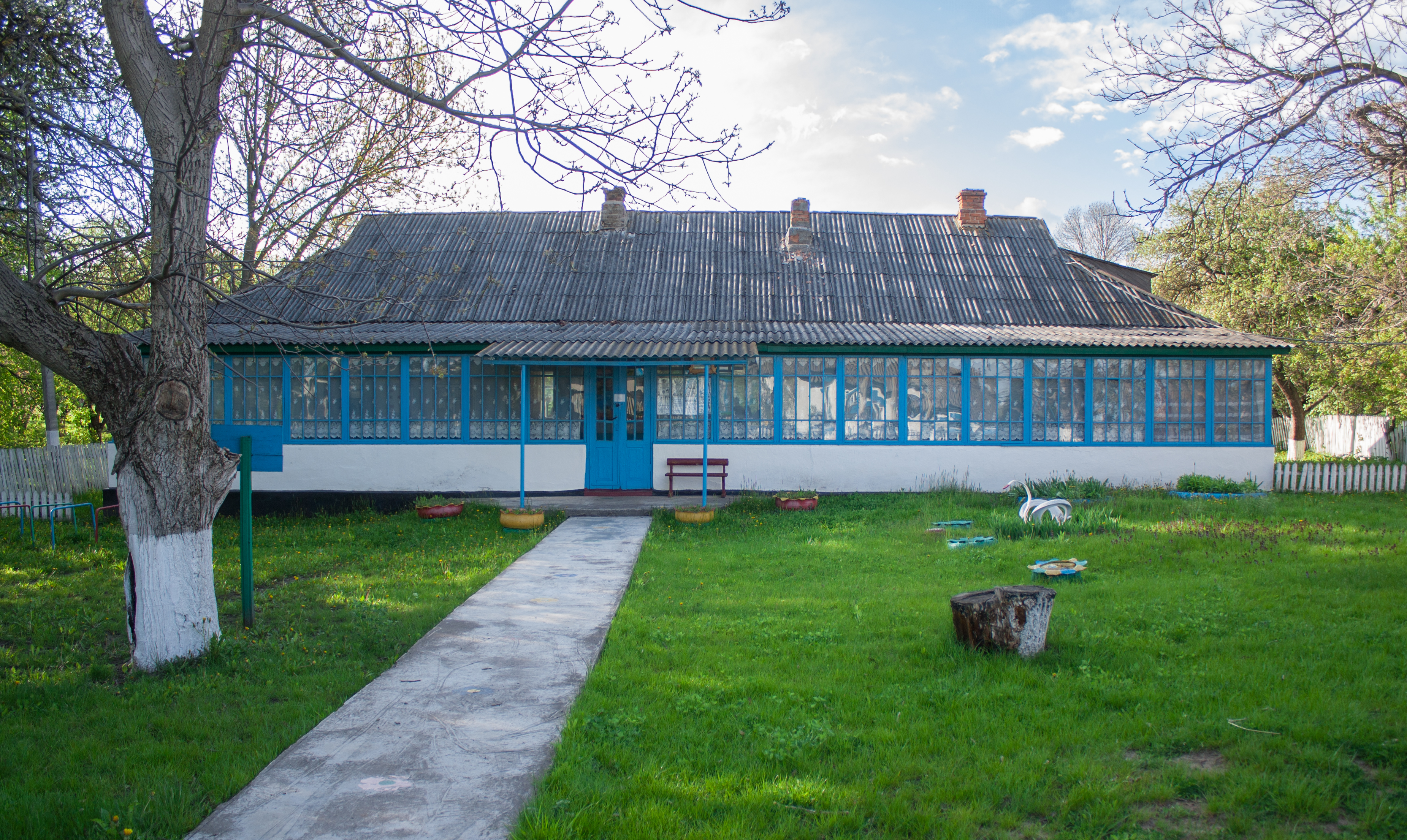
Дитсадок
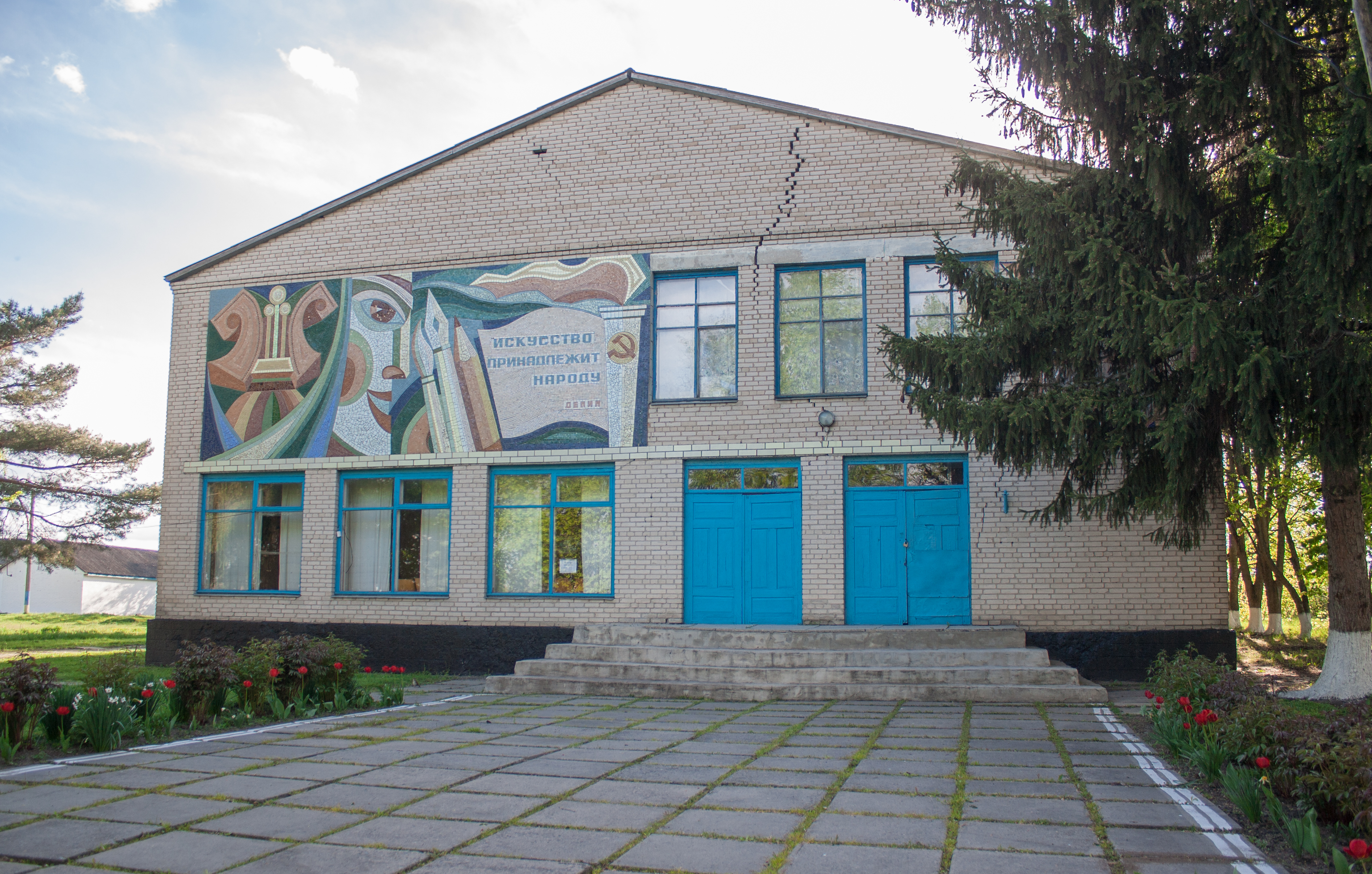
Будинок культури
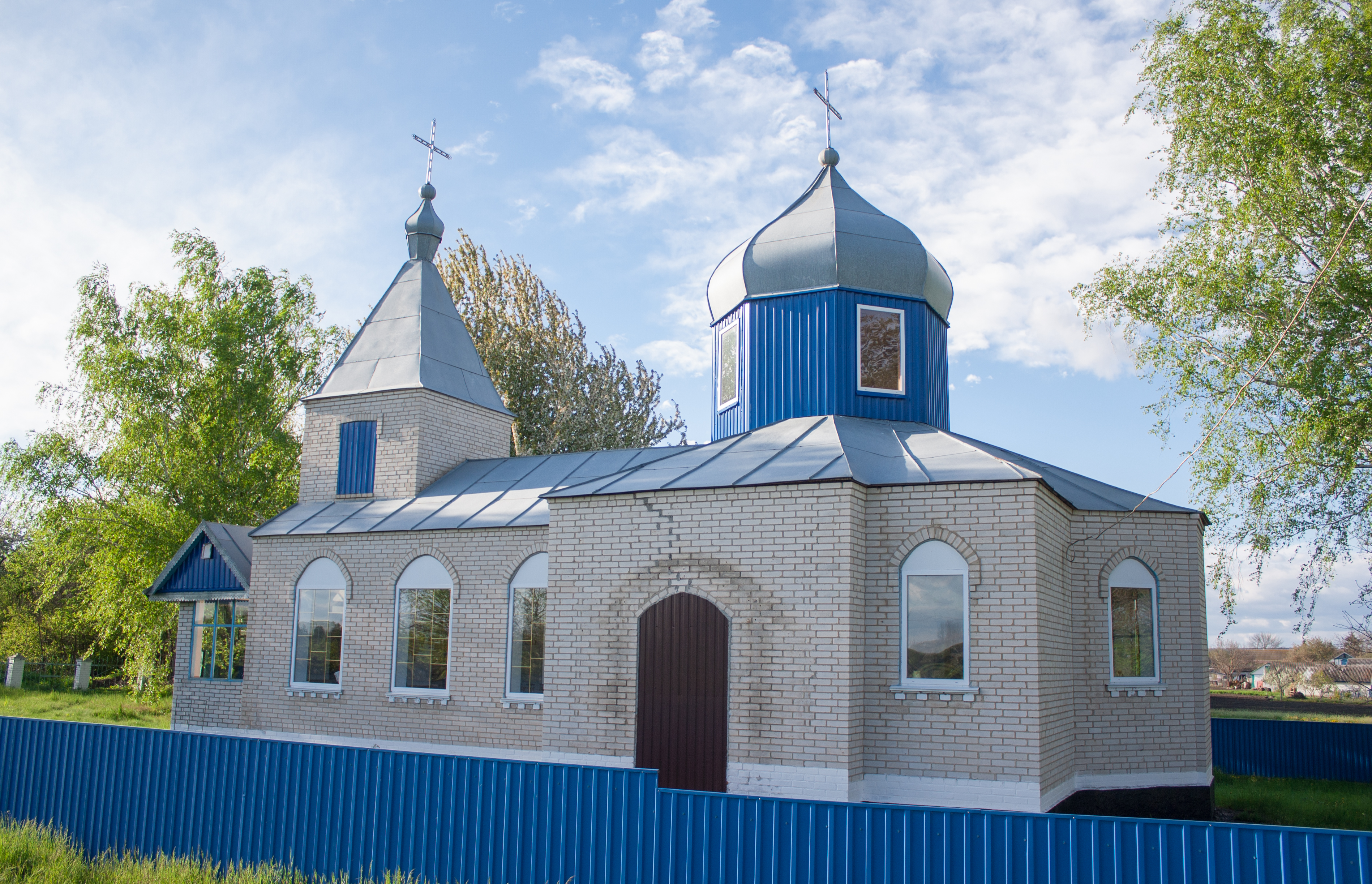
Церква
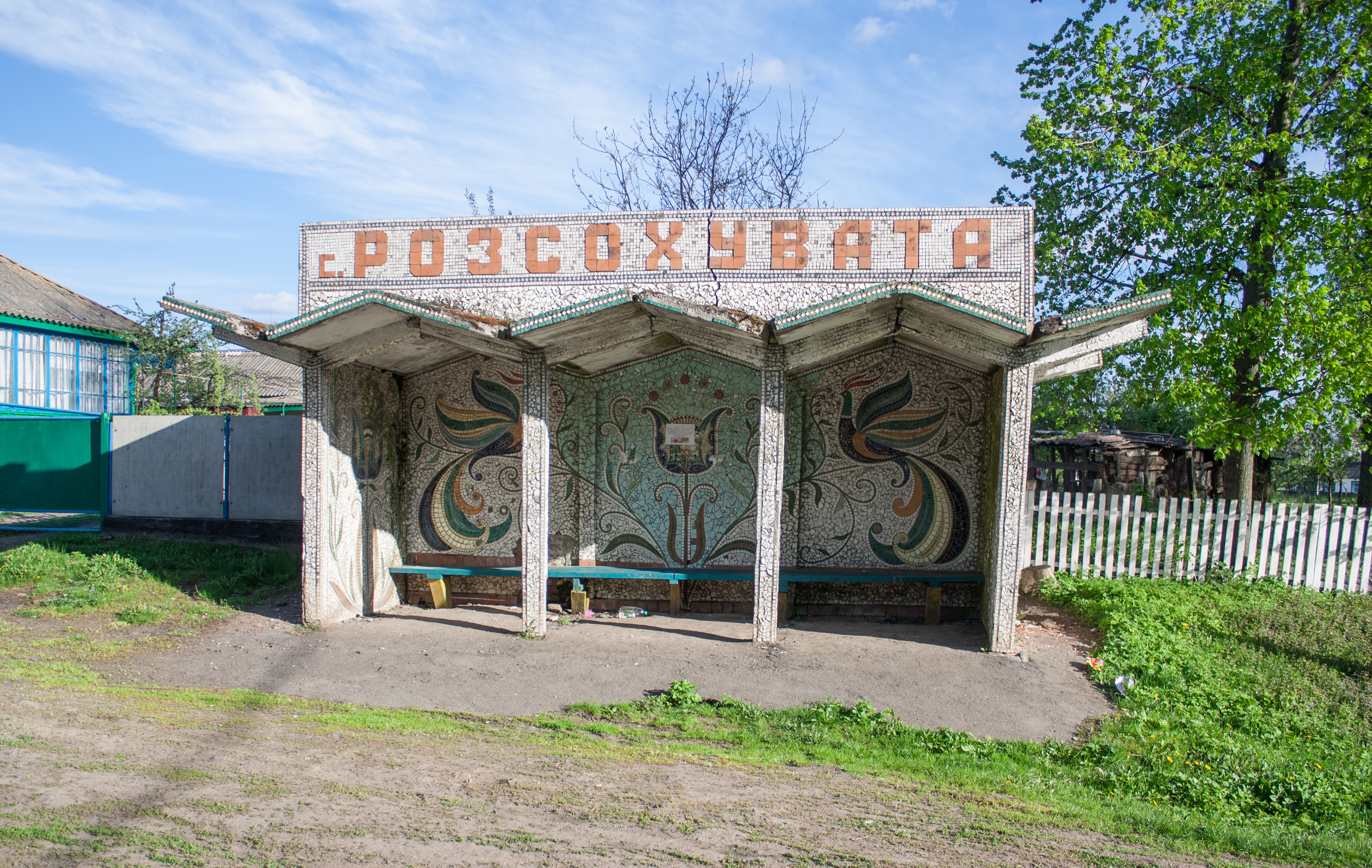
Автобусна зупинка
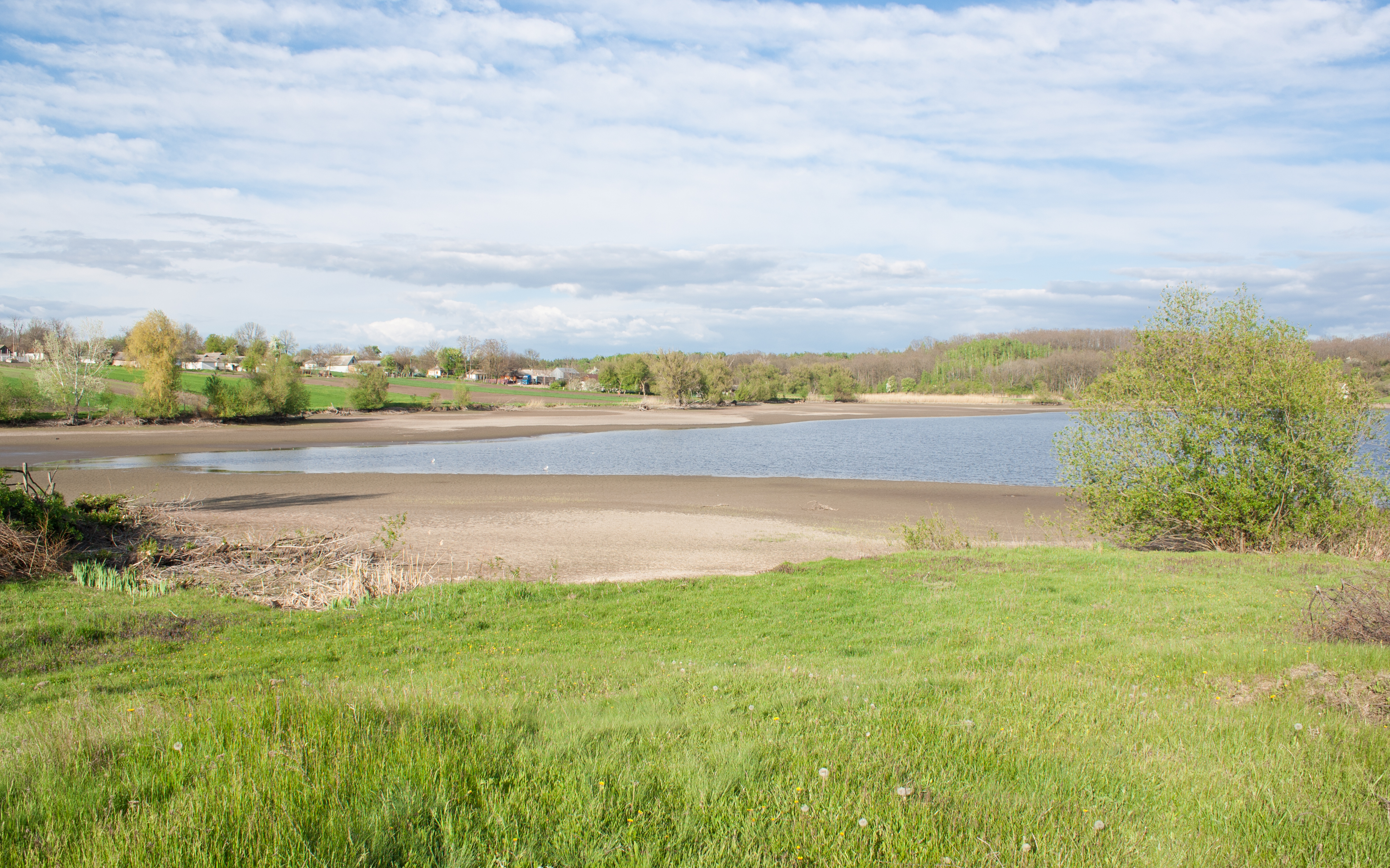
Ставок на річці Розсохувата
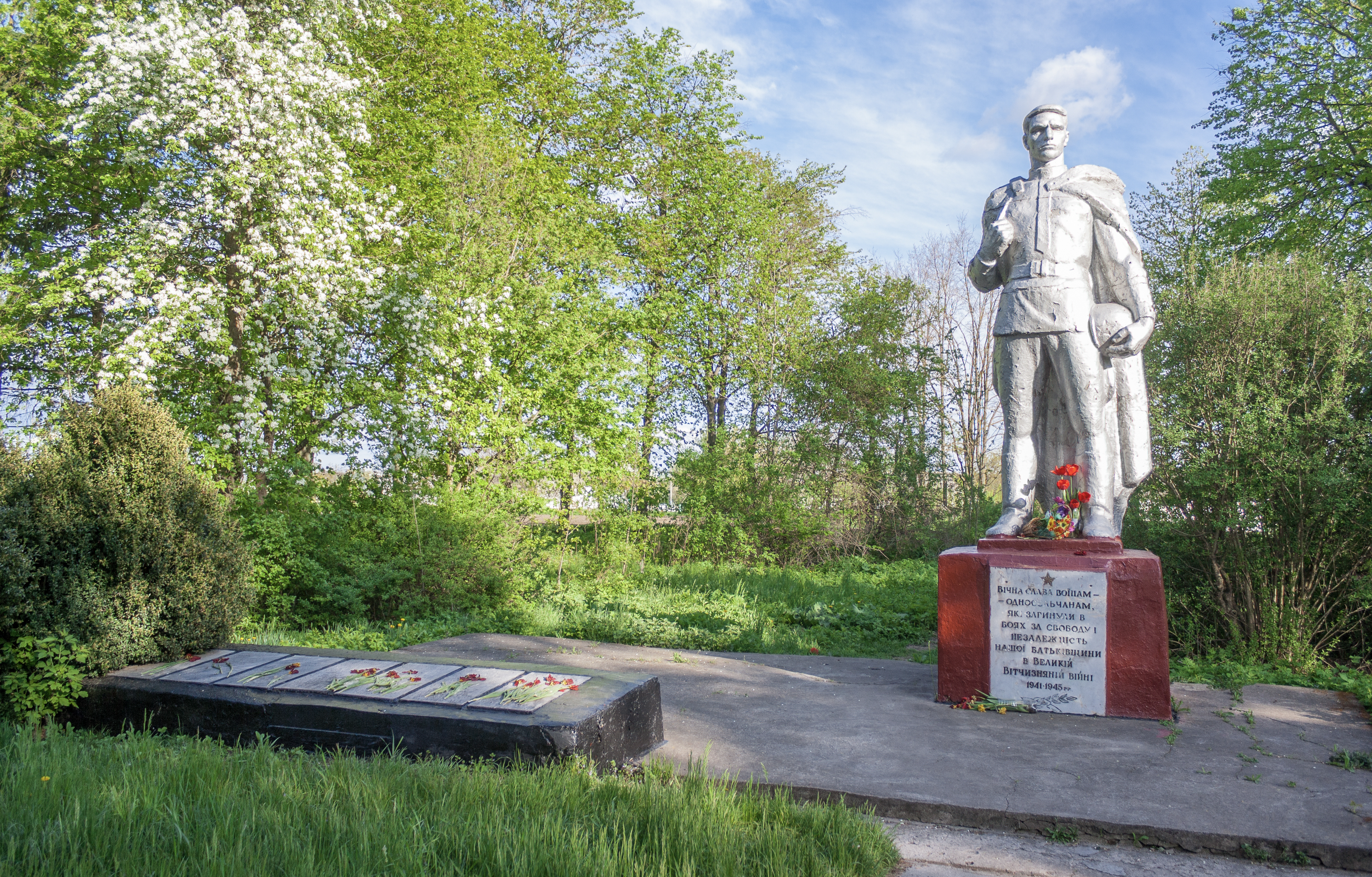
Пам'ятник воїнам-односельчанам